# Bandstemmen
Onder bandstemmen verstaat men het verschijnsel dat men in een geluidsopname bovennatuurlijke stemmen meent te ontdekken die men toeschrijft aan overledenen en bovennatuurlijke wezens, zoals geesten, engelen of demonen. Men beschouwt deze stemmen als een paranormaal verschijnsel. Aanvankelijk ontdekte men dit verschijnsel voornamelijk in de ruis van de blanco gedeelten van een opname, maar tegenwoordig probeert men het verschijnsel voort te brengen door speciale opnamen, onder andere door in stilte met open microfoon op te nemen of een radio af te stemmen tussen twee zenders en de ruis op te nemen. 
Veel mensen maken opnamen op plaatsen waar men bovennatuurlijke krachten vermoedt, zoals begraafplaatsen en vermeende spookhuizen. Volgens anderen die zich met het verschijnsel bezighouden, kunnen bruikbare opnamen echter overal gemaakt worden.
Wanneer er op een opname geen hoorbare stemmen (zogenaamde A-stemmen) worden waargenomen, wordt deze meestal versterkt en met verschillende filtertechnieken bewerkt om toch nog stemmen te kunnen waarnemen.
De benaming "bandstemmen" is de traditionele naam voor het verschijnsel, omdat het oorspronkelijk alleen op een magneetband (spoel of cassette) werd vastgelegd. De "stemmen" kunnen tegenwoordig echter opgenomen worden met behulp van elk willekeurig opnameapparaat, zoals de minidisc, de personal computer of een memorecorder. Er komt dan geen band meer aan te pas. De benaming "elektronisch stemmenfenomeen" zou beter op zijn plaats zijn (afgeleid van het Engelse electronic voice phenomenon of EVP). Instrumentele Transcommunicatie of ITC is een breder begrip en duidt naast geluid ook beeld aan.
Een speciaal apparaat, waarmee bandstemmen kunnen worden ontvangen, is de psychofoon. Deze werd ontworpen door Franz Siedl, pionier op het gebied van bandstemmen.
Attila von Szalay, Friedrich Jurgenson en Konstantin Raudive zouden de eersten geweest zijn die belangstelling toonden voor EVP. Raymond Bayless, de partner van Von Szalay, zou de term EVP hebben bedacht, een term die bekendheid kreeg dankzij de werken van uitgever Colin Smythe.
Een bekende Belgische onderzoeker is Jean de Meulder en in Nederland was Brandon de Geus fenomeen op dit gebied. Hij werd opgevolgd door Frans Schmidt Gieskens. Er zijn echter meer bandstemmen opnemers actief.

## Wetenschappelijke verklaring
Bij elk signaal dat verwerkt wordt door elektronische apparatuur, zal ruis worden toegevoegd. De kwaliteit van apparatuur wordt bepaald door de signaal-ruisverhouding. Hoe hoger het signaalniveau ten opzichte van het ruisniveau, hoe beter de apparatuur. Bij geluidsapparatuur is het Dolby-systeem ontwikkeld om ruis te onderdrukken. Ruis met een constant niveau onafhankelijk van de frequentie wordt ook wel witte ruis genoemd.
Door het luid afspelen van 'stille' stukken van een bandopname zal het ruisgeluid zwaar versterkt worden. Filterbewerkingen zorgen voor hun eigen vorm van 'ruis'. Sommige mensen menen in deze ruis boodschappen te horen. Hier zou sprake kunnen zijn van een psychologisch effect, genaamd pareidolie, een type illusie of misperceptie waarbij een vage of onduidelijke stimulus wordt opgevat als iets duidelijks. Andere voorbeelden van pareidolie zijn; het zien van dieren, gezichten e.d. in wolken, het zien van het silhouet van Maria in aardappels, watervlekken e.d. Er zijn ook gevallen bekend van mensen die stemmen meenden te horen in het gepruttel van koffiezetapparaten e.d.
Ook kunnen elektronische onderdelen van opnameapparaten slecht afgeschermd zijn voor elektromagnetische frequenties waarop spraak door de ether verzonden wordt, zoals die van radiozenders, mobiele telefoons, walkietalkies, babyfoons etc. De Panasonic RR-DR60-memorecorder bijvoorbeeld werd door Panasonic van de markt gehaald vanwege dit euvel. Dit apparaat is echter zeer geliefd bij mensen die aan dit soort ongewenste ontvangst bovennatuurlijke oorzaken toedichten.
De parapsychologie heeft zich met dit fenomeen beziggehouden.

### Stochastische resonantie
Een mogelijke verklaring voor de (schijnbaar) noodzakelijke aanwezigheid van ruis in de opname geeft stochastische resonantie. Het blijkt dat door toevoeging van een kleine hoeveelheid ruis, geluiden die zonder deze toevoeging niet registreerbaar zijn, toch registreerbaar worden. De toegevoegde ruis is energie waarmee geluiden onder gunstige omstandigheden boven de achtergrondruis uit kunnen komen. In deze hypothese wordt ervan uitgegaan dat het geluidsniveau van de bandstemmen ver onder de gehoordrempel ligt en door deze versterking hoorbaar kunnen worden.